# Калминц
Калминц (њем. Kallmünz) град је у њемачкој савезној држави Баварска. Једно је од 41 општинског средишта округа Регенсбург. Према процјени из 2010. у граду је живјело 2.873 становника. Посједује регионалну шифру (AGS) 9375156.

## Географски и демографски подаци
Калминц се налази у савезној држави Баварска у округу Регенсбург. Град се налази на надморској висини од 380 метара. Површина општине износи 43,2 km². У самом граду је, према процјени из 2010. године, живјело 2.873 становника. Просјечна густина становништва износи 67 становника/km².

## Међународна сарадња
| Мјесто | Држава    | Врста сарадње | Од    |
| ------ | --------- | ------------- | ----- |
|        | Француска | партнерство   | 1984. |
| Извор  |           |               |       |